# Boophis englaenderi
Boophis englaenderi és una espècie de granota de la família dels mantèl·lids endèmica de Madagascar.